# Natale sul ghiaccio
Natale sul ghiaccio è un film per la televisione del 2020 diretto da John Stimpson.